# Guy (film)
Guy è un film francese del 2018 diretto e interpretato da Alex Lutz.

## Trama
Gauthier è un giovane giornalista, quando sua madre gli confessa che è il figlio illegittimo di Guy Jamet un famoso cantante di varietà degli anni settanta, approfittando del suo ritorno sulle scene decide di seguirlo per realizzare un film documentario.